# Lobdengau-Museum
Lobdengau-Museum je muzeum v německém městě Ladenburg. Nachází se v bývalém biskupském zámku. Zabývá se zejména archeologií, historií města a lidovou kulturou regionu Lobdengau.

## Historie
Roku 1903 byl zakoupen dům u kostela sv. Havla, do kterého se nastěhovala antická sbírka, která byla spravována archeologem Ernstem Wagnerem. V roce 1909 bylo muzeum slavnostně otevřeno vévodou Fridrichem II. Bádenským. Po druhé světové válce bylo nuceno muzeum zavřít, avšak roku 1950 ho znovuotevřel archeolog Berndmark Heukemes. V roce 1968 byla expozice přestěhována do bývalého biskupského zámku.

## Expozice
Muzeum je rozděleno do následujících oddělení: Archeologie, Historie města a Lidová kultura. Na čtyřech podlažích jsou prezentovány exponáty od mladší doby kamenné až po novověk. Stěžejní expozicí je sbírka římských nálezů z tzv. Lopodunum. Jednalo se o římské město, stávající na místě dnešního Ladenburgu. Za nejvýznamnější exponát je považován tzv. Jupitergigantensäule (sloup Jupitera s giganty), pocházející pravděpodobně z roku 233 př. n. l., prezentuje vliv keltů na starořímské umění. V archeologické části jsou dále vystaveny předměty z doby keltské. Další expozice upomíná na fakt, že Ladenburg bylo sídelním městem wormského biskupství. Jsou zde vystaveny např. exponáty z hrobu biskupa Ludvíka-Antona, který byl nalezen v kapli sv. Sebastiána. Zajímavostí je komoda, kterou daroval kurfiřt Karel Teodor Falcký svému zahradníkovi. V nejvyšším patře je vystavován lidový nábytek. Muzeum je doplněno skanzenem na přiléhajícím pozemku.

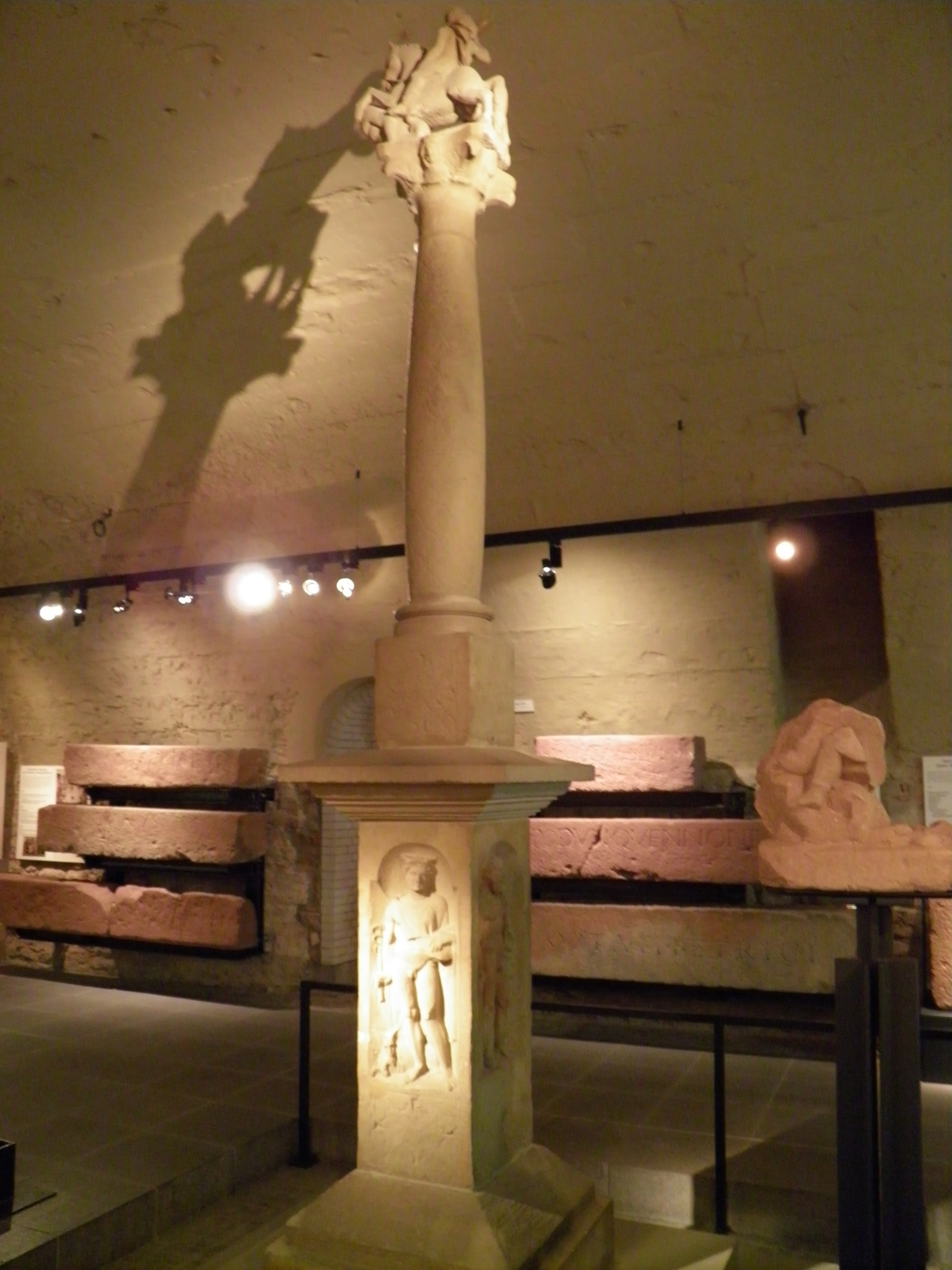
Sloup Jupitera s giganty
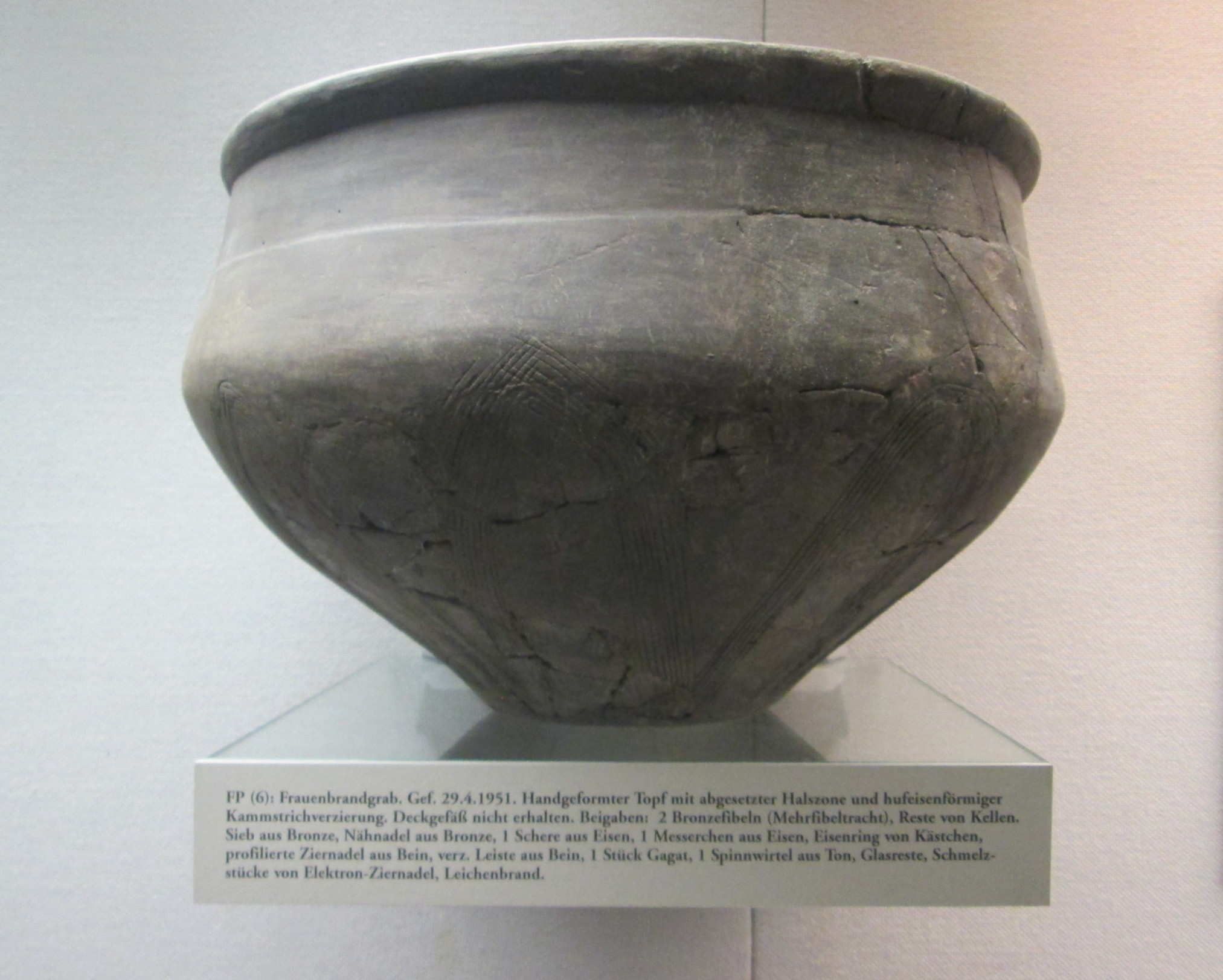
Příklad římské keramiky
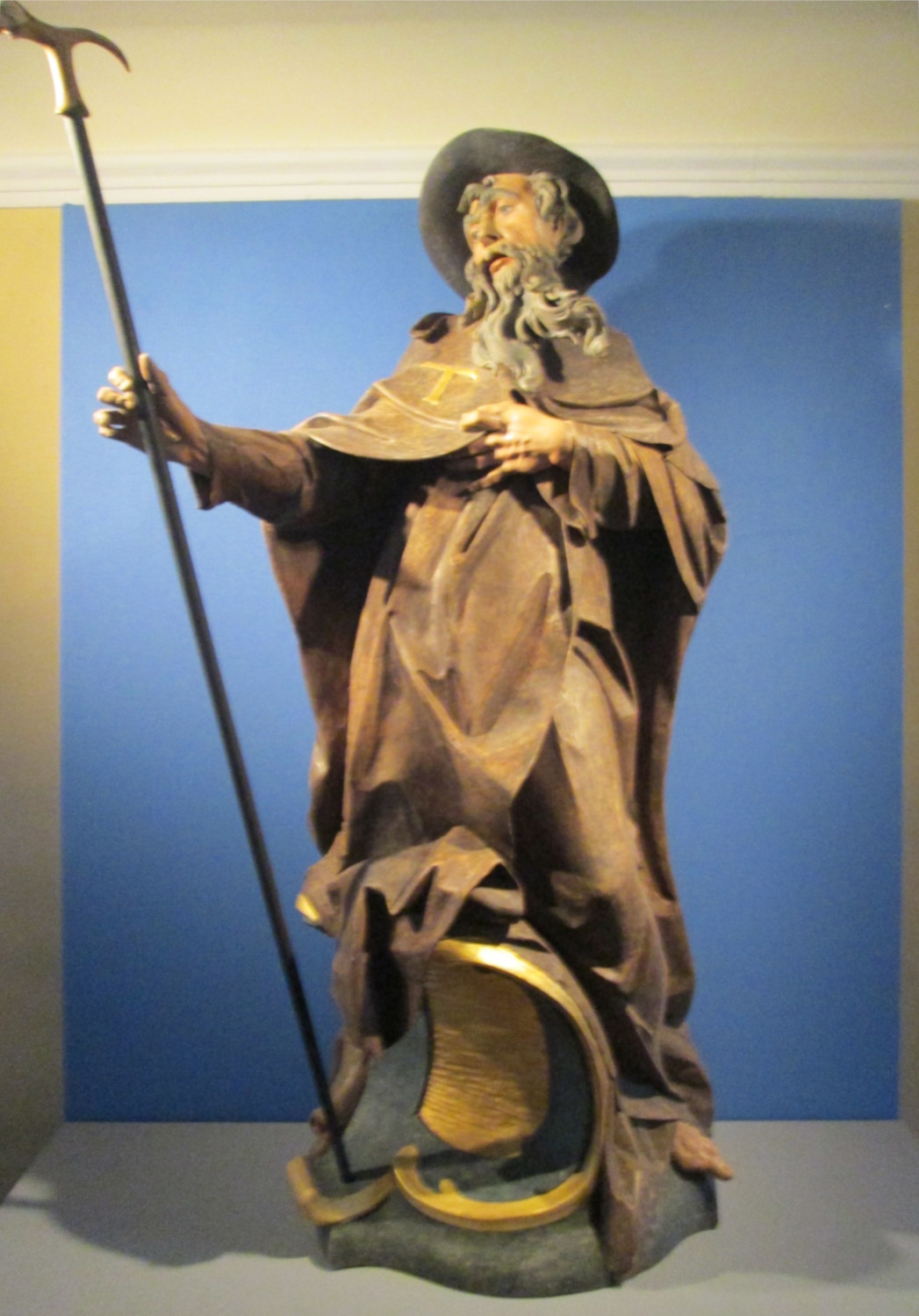
Socha Svatého Antonia Velkého
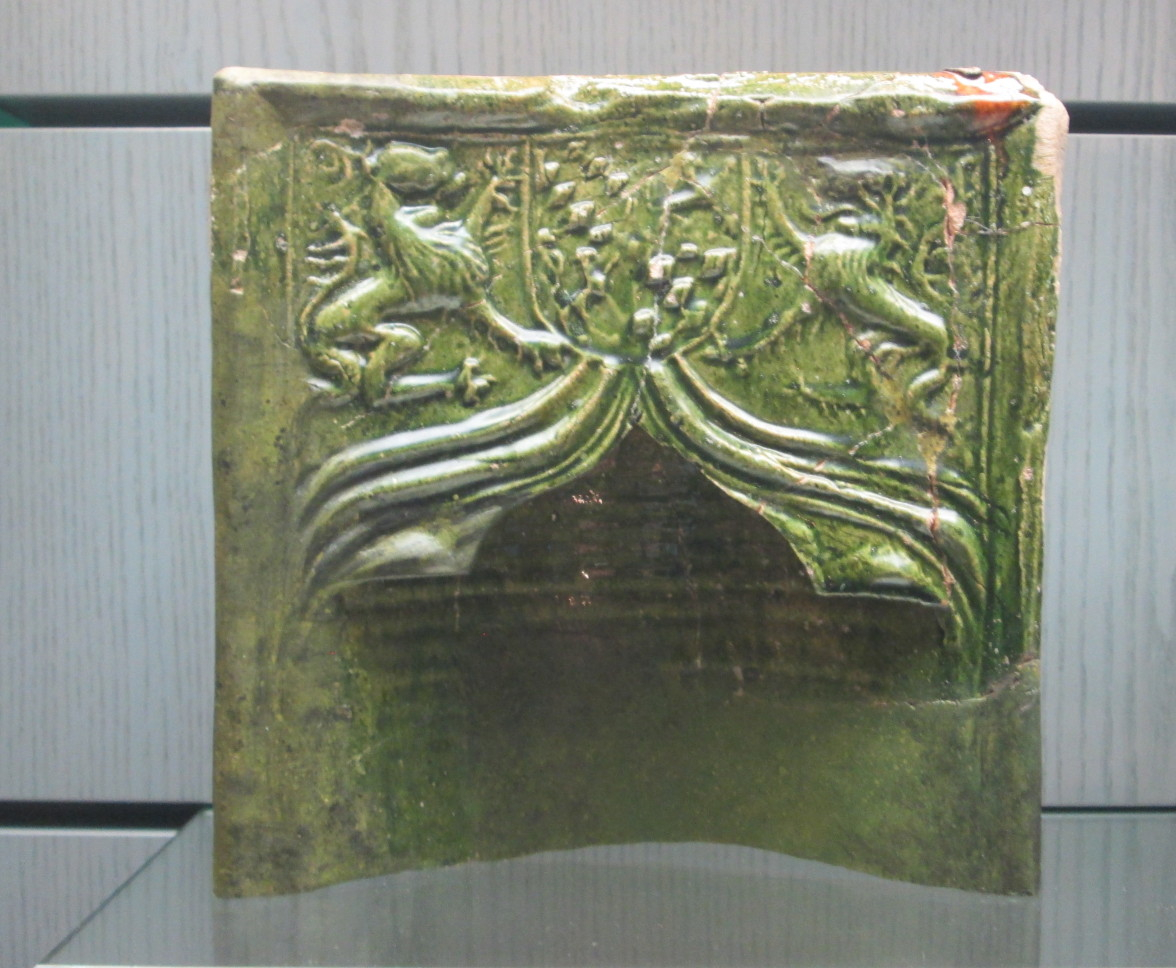
Zeleně glazovaný kachel z 15. století
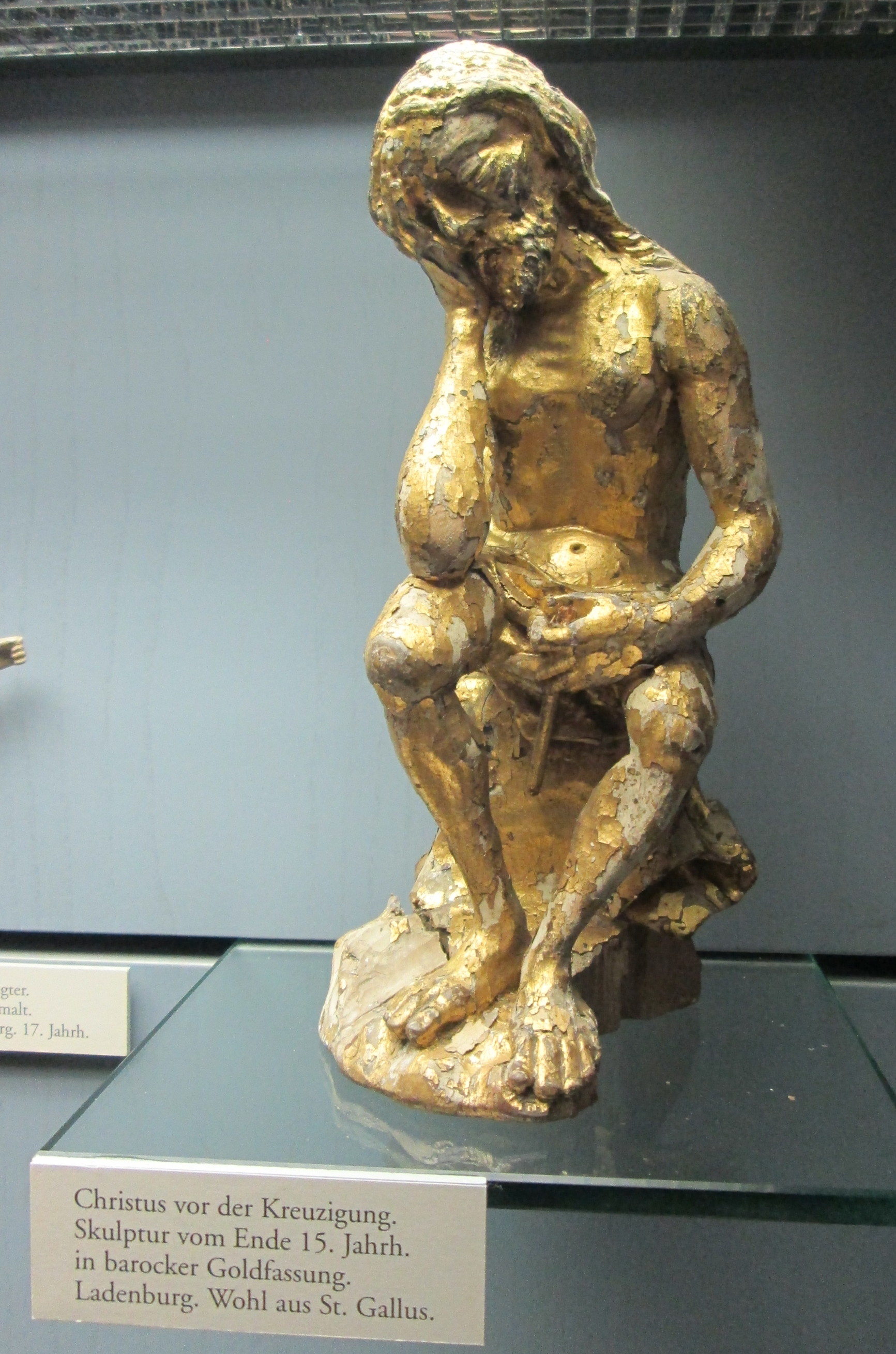
Barokní socha Krista před ukřižováním, původně z kostela sv. Havla

## Muzejní budova

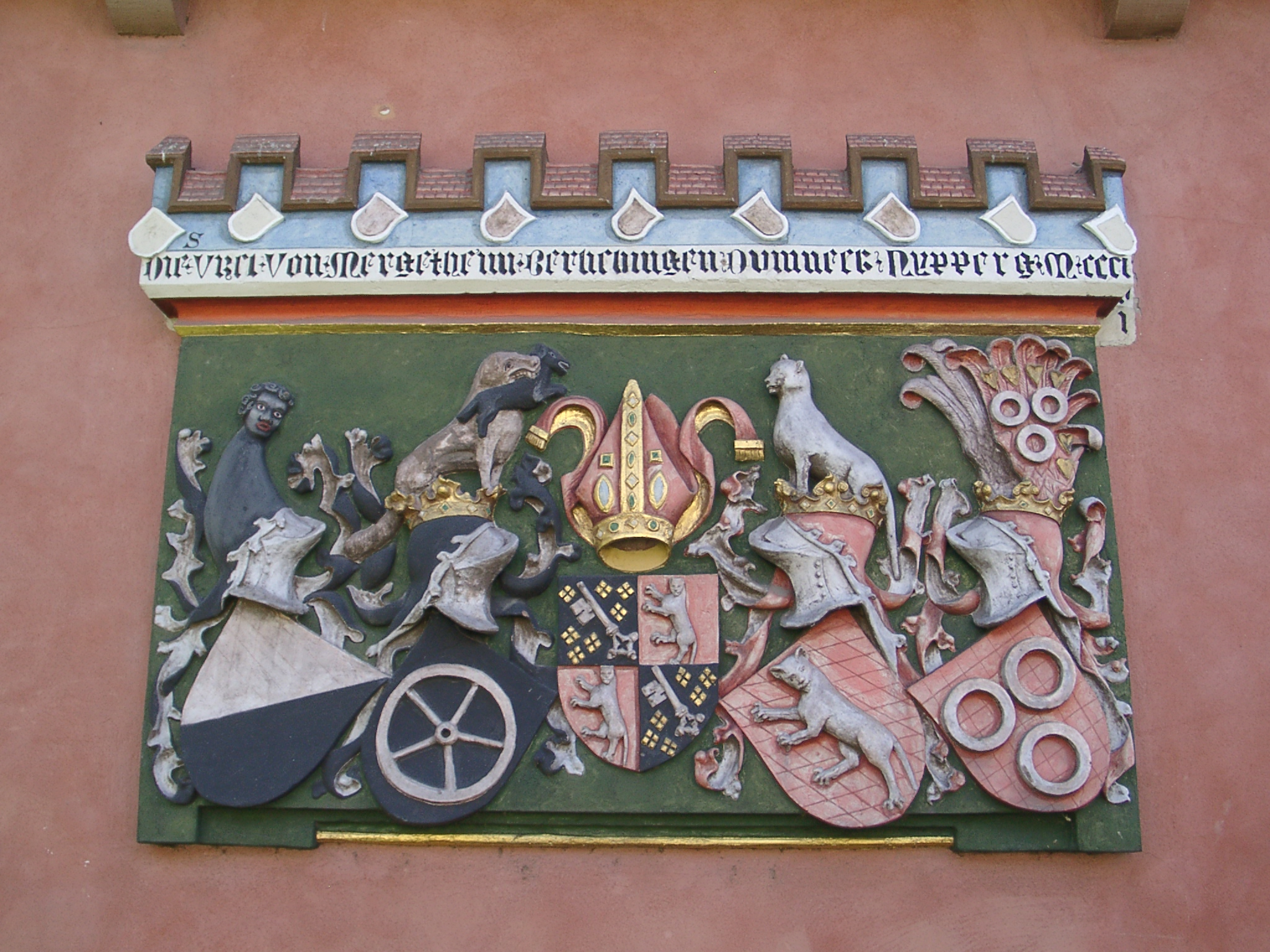
detail na budově

Budova, ve které se nachází muzeum, bývala dříve zámkem wormských biskupů. Nejstarší částí je zbytek bývalých městských hradeb ze 13. století. Dnešní podobu získal zámek za dob renesance. Budova byla také rozšířena směrem na sever. Roku 1590 byl přistavěn severní arkýř (jižní arkýř roku 1620) a roce 1610 ho následovala věž s kopulí. Během rekonstrukčních pracích v 70. letech 20. století byla na fasádě nalezena manýristická výmalba a několik erbů wormských biskupů.